# 西東社
株式会社西東社（せいとうしゃ）は、東京都にある出版社である。

## 沿革
1932年創業。実用書や児童書などを刊行する。

## ミラクルシリーズ
ミラクルシリーズは2009年より開始された女児向けの実用書シリーズである。
このミラクルシリーズの『ミラクルかける!ラブリーまんがキャラマスター』（2011年）は新星出版社の『めちゃカワ!!胸キュンまんがイラストラブリーコレクション』（2012年）などと共に子供向け描き方本ブームの一角を担っている。
またミラクルシリーズの『ミラクルガールズ相談室 女の子のトリセツ』（2018年）は女児向けトリセツ本ブームの一角を担っている。
- ミラクルあたる！友情と恋の心理テスト[4]
- ミラクルあたる！フシギな夢うらない[4]
- ミラクルあたる！ハッピー誕生日うらない[4]
- ミラクルあたる！ワクワク手相うらない[4]
- ミラクルあたる！ドキドキ血液型うらない[4]
- ミラクルかなう！キセキのおまじない[4]
- ミラクルあたる！ ヒミツの心理テスト[4]
- ミラクルあたる！キラメキ星うらない[4]
- ミラクルおいしい！はじめてのお菓子レシピ[4]
- ミラクルかける！イラスト＆デコ文字マスター[4]
- ミラクルかわる！キレイ＆おしゃれのヒミツ[4]
- ミラクルかわる！幸せをよぶ魔法の習慣[4]
- ミラクルあたる！名前うらない2000人[4]
- ミラクルかける！プロフ帳＆デコ文字マスター[4]
- ミラクルかける！ラブリーまんがキャラマスター[4]
- ミラクルたのしい！ハッピーお仕事ずかん[4]
- ミラクルわかる！ノートの書き方＆デコマスター[4]
- ミラクルおしゃれ！ラブかわヘアアレンジ[4]
- ミラクルおしゃれ！かわいい手作りアイテム＆アクセ[4]
- ミラクルかわいい！写真のうつり方＆とり方マスター[4]
- ミラクルかんたん！チョコ＆クッキーラブリーレシピ[4]
- ミラクルかける！スペシャルまんが家キット プロおすすめ！かわいく描けちゃう13アイテム[4]
- ミラクルきょうふ！本当に怖い話[5]
- ミラクルたのしい！はじめてのお料理レッスン[5]
- ミラクルきょうふ！本当に怖いストーリー[5]
- ミラクルハッピー超アタル！心理テストDX[5]
- ミラクルきょうふ！ 本当に怖いストーリー 闇の旅人[5]
- ミラクル青春！　友の話。恋の話。[5]
- ミラクルラブリー　感動のどうぶつ物語[5]
- ミラクルきょうふ！ 本当に怖いストーリー 地獄の扉[5]
- ミラクル青春！友の話。恋の話。伝えたいキモチ[5]
- ミラクルハッピー 超アタル！うらない百科DX[5]
- ミラクルきょうふ！ 本当に怖い話 心霊学園[5]
- ミラクルハッピー おしゃれガールレッスンDX[5]
- ミラクルラブリー　感動のどうぶつ物語 運命とキズナ[5]
- ミラクルきょうふ！ 本当に怖いストーリー 暗黒の舞台[5]
- ミラクルハッピー プロ技マスター！ まんがイラストDX[5]
- ミラクルハッピー 超アタル！誕生日うらないDX[5]
- ミラクルラブリー 感動のどうぶつ物語 涙は宝物[5]
- ミラクルハッピー 超アタル！名前うらない 3000人DX[5]
- ミラクルハッピー まねしてかわいい　イラスト＆デコ文字DX[5]
- ミラクルきょうふ！ 本当に怖いストーリー 亡霊の叫び[5]
- ミラクルラブリー 感動のどうぶつ物語 命の輝き[5]
- ミラクルハッピー お仕事ずかんDX[6]
- ミラクルハッピー かんたん♡かわいい ヘアアレンジDX[6]
- ミラクルハッピー はじめてのお菓子レシピDX[6]
- ミラクルかがやけ☆ まんが！ お仕事ガール[6]
- ミラクルハッピー ヒミツの心理テストMAX[6]
- ミラクルラブリー♡ 感動のどうぶつ物語 キセキの扉[6]
- ミラクルきょうふ！本当に怖いストーリー 最後の審判[7]
- ミラクルラブリー♡ 感動のどうぶつ物語 天国のキミへ[7]
- ミラクルきょうふ！ 本当に怖いストーリーDX[7]
- ミラクルラブリー♡　感動のどうぶつ物語　希望の光[7]
- ミラクルガール相談室　女の子のトリセツ[7]
- ミラクルきょうふ！ 怖いストーリーMEGA 幕開け[7]
- ミラクルハッピー はじめてのお料理レシピ DX[7]
- ミラクルきょうふ！ 本当に怖いストーリーDX 黒い炎[7]
- ミラクルハッピー おしゃれ＆キレイの法則 MAX[7]
- ミラクルガール相談室 女の子のトリセツ トキメキdays[7]
- ミラクルきょうふ！ 怖いストーリーMEGA 巣喰う[7]
- ミラクルガール相談室 ヒミツのステキ女子☆レッスン[7]
- ミラクルきょうふ！ 本当に怖いストーリーDX 赤い夜[8]
- ミラクルラブリー♡ 感動のどうぶつ物語 虹の橋[8]
- ミラクルきょうふ！怖いストーリーMEGA3 伝染る[8]
- ミラクルラブリー♡ 感動のどうぶつ物語 夢の階段[8]
- ミラクルガール相談室 ステキ女子の片づけレッスン[8]
- ミラクルきょうふ！ 本当に怖いストーリーDX 白い闇[8]
- ミラクルラブリー♡感動のどうぶつ物語 未来の翼[8]
- ミラクルきょうふ！ 本当に怖いストーリーDX 青い涙[8]
- ミラクルガールズバイブル ココロのなかぜ〜んぶ見えちゃう！ 心理テストSP[8]
- ミラクルハッピー☆希望のどうぶつ物語 芽生えるキモチ[8]
- ミラクルガール相談室 ステキ女子のおしゃれルール[8]
- ミラクルガール相談室 女の子のトリセツ カラフルdays[8]
- ミラクルきょうふ！ 本当に怖いストーリーDX 瑪瑙[9]
- ミラクルノベル☆感動のどうぶつ物語 親愛なるキミへ。[9]
- ミラクルハッピー☆希望のどうぶつ物語 キミとの絆[9]
- ミラクルきょうふ！ 本当に怖いストーリーDX 翡翠[9]
- ミラクルガール相談室 ステキ女子のふるまいルール[9]
- ミラクルきらめく！心に響く・未来が変わる きみに贈る261の言葉[9]
- ミラクルラブリー 感動のどうぶつ物語DX[9]
- ミラクルデイズ おしゃれ&キレイバイブル366日[9]
- ミラクルきょうふ！ 本当に怖いストーリーDX 珊瑚[9]
- ミラクル相談室 ネット＆スマホのトリセツ[9]
- ミラクルハピネス♡ ゆるかわイラスト＆文字の描き方[9]
- ミラクルハピネス 心理テスト1412[9]
- ミラクルハピネス♡　誕生日＆うらない大全[10]
- ミラクルきょうふ！ 意味がわかると怖いストーリー[10]
- ミラクルハピネス♡ 魔法のことばレッスン[10]
- ミラクルラブリー♡感動のどうぶつ物語DX 涙のむこう[10]
- ミラクルガール相談室 女の子のトリセツ スマイルdays[10]
- ミラクルハピネス♡素敵なからだレッスン[10]
- ミラクルきょうふ！ 本当に怖いストーリーDX 水晶[10]
- ミラクルきょうふ！ 意味がわかると怖いストーリー Re:[10]
- ミラクルハピネス♡ 描きこみ式！ゆるかわイラストレッスン[10]
- ミラクルラブリー♡ 感動のどうぶつ物語DX キミとの奇跡[10]
- ミラクルハピネス♡毎日がステキにかわる片づけレッスン[10]
- ミラクルきょうふ！ 意味がわかると怖いストーリーQ[10]